# Web Dimension
Web Dimension è un videogioco pubblicato nel 1985 per Commodore 64 dalla Activision, ambientato sopra una surreale ragnatela. È insolito e astratto, di difficile classificazione, con meccaniche di gioco semplici e dichiaratamente incentrato su musiche ed esperienza rilassante e "psichedelica".
La stampa dell'epoca fu nel complesso poco entusiasta dell'esperimento e i giudizi furono variabili, spesso medi; tra gli altri il giudizio molto positivo della rivista Computer and Video Games 46 e quelli molto negativi di Zzap!64 1 e Your 64 12.

## Modalità di gioco
La visuale di gioco è fissa su una non meglio identificata ragnatela su sfondo nero, con superficie incurvata e mostrata in prospettiva tridimensionale. Il giocatore controlla una nota musicale che si sposta con il joystick lungo le linee irregolari della ragnatela. Secondo il manuale, il movimento può richiedere un po' di allenamento, perché non sempre la direzione opposta del joystick corrisponde a tornare indietro sulla stessa linea. Sulla ragnatela si aggirano altre cinque entità avversarie (inizialmente atomi) che vanno avanti e indietro lungo percorsi predefiniti e vanno evitate. Tenendo premuto il pulsante di fuoco la nota si trasforma in un turbinio di note che permette di toccare gli avversari.
L'azione si divide in tre fasi:
1. Nella prima fase la ragnatela è grigia e i cinque avversari lasciano scie di diversi colori che la nota deve evitare. La scia si cancella ogni volta che l'avversario raggiunge un'estremità del suo percorso. Bisogna toccare tutti gli avversari con il turbinio di note per bloccarli nelle intersezioni della ragnatela e trasformarli in ammassi di energia pulsanti (energy cluster nel manuale). Se si commettono errori la fase ricomincia da capo.
2. Nella seconda fase la ragnatela è blu e gli ammassi di energia si muovono rapidamente. Ora è la nota a lasciare una scia, permanente, che a eccezione del tratto più recente non deve essere toccata. Di nuovo bisogna immobilizzare tutti gli avversari toccandoli con il turbinio di note. Se si commettono errori la fase ricomincia da capo.
3. La terza fase è un intermezzo non giocabile, con musiche, ragnatela di colori cangianti ed effetti visivi anche sullo sfondo.

Ci sono in tutto 8 livelli, ciascuno suddiviso nelle tre fasi, poi la sequenza si ripete da capo. Da un livello all'altro la ragnatela resta la stessa, cambiano i percorsi degli avversari, le musiche, e solo nella prima fase l'aspetto degli avversari. Quest'ultimo simboleggia una sorta di evoluzione, dagli atomi del primo livello a pianeti, amebe, meduse, fino ad arrivare ad astronauti. La copertina del gioco mostra infatti una parodia di Charles Darwin.
Il programma mira dichiaratamente, come indicato anche sulla confezione, a non avere regole; non ci sono vite, limiti di tempo, punteggio, e il gioco si limita ad andare avanti indefinitamente.